# Colgong
Colgong là một thành phố và khu đô thị của quận Bhagalpur thuộc bang Bihar, Ấn Độ.

## Địa lý
Colgong có vị trí 25°16′B 87°13′Đ / 25,27°B 87,22°Đ Nó có độ cao trung bình là 16 mét (52 feet).

## Nhân khẩu
Theo điều tra dân số năm 2001 của Ấn Độ, Colgong có dân số 22.110 người. Phái nam chiếm 53% tổng số dân và phái nữ chiếm 47%. Colgong có tỷ lệ 57% biết đọc biết viết, thấp hơn tỷ lệ trung bình toàn quốc là 59,5%: tỷ lệ cho phái nam là 63%, và tỷ lệ cho phái nữ là 50%. Tại Colgong, 17% dân số nhỏ hơn 6 tuổi.